# Peter Rono
Pour les articles homonymes, voir Rono.
Peter Kipchumba Rono, né le 31 juillet 1967 à Kapsabet, est un ancien athlète kényan, courant sur 1 500 mètres.
Double champion du monde junior sur 1 500 et 5 000 mètres en 1984, il remporte une nouvelle médaille, d'argent cette fois, lors des mondiaux junior de 1986 à Athènes. Puis, l'année suivante, il échoue en demi-finale lors des mondiaux d'athlétisme 1987 de Rome.
L'année suivante, il bat les deux grands favoris Peter Elliott et Steve Cram et devient le plus jeune champion olympique du 1 500 mètres.
Il reprend alors ses études et ne remportera plus de grandes compétitions.

## Biographie

### Palmarès
| Date | Compétition                   | Lieu      | Résultat | Épreuve | Performance   |
| ---- | ----------------------------- | --------- | -------- | ------- | ------------- |
| 1986 | Championnats du monde juniors | Athènes   | 2e       | 1 500 m | 3 min 45 s 62 |
| 1988 | Jeux olympiques               | Séoul     | 1er      | 1 500 m | 3 min 35 s 96 |
| 1989 | Universiades                  | Duisbourg | 2e       | 1 500 m | 3 min 40 s 78 |

### Records
| Épreuve | Performance   | Lieu     | Date            |
| ------- | ------------- | -------- | --------------- |
| 1 500 m | 3 min 34 s 54 | Zurich   | 16 août 1989    |
| Mile    | 3 min 51 s 41 | Lausanne | 10 juillet 1991 |